# Fernando Pamplona
Fernando Pamplona (Rio de Janeiro, 26 de setembro de 1926 — Rio de Janeiro, 29 de setembro de 2013) foi um carnavalesco, cenógrafo, professor, produtor e apresentador de televisão brasileiro. É considerado um dos mais importantes nomes do carnaval carioca.

## Biografia
Após a Revolução de 1930, foi, com o pai, morar na cidade de Xapuri, no Acre, onde cursou o ensino primário. Ainda criança, teve contato com diversas manifestações folclóricas da região, como a festa do boi-bumbá, o que crucial para lhe despertar um grande interesse por cultura popular. Formado pela Escola Nacional de Belas Artes, teve uma rápida passagem como ator até conhecer Mário Conde em meados da década de 50, que lhe abriu as portas para a cenografia.

Em 1959, o escritor Miercio Tati, membro do então Departamento de Turismo e Certames da Prefeitura (hoje, Riotur), o chamou para integrar o corpo de jurados dos desfiles das escolas de samba do Rio. Embora tenha assumido o cargo com dedicação, apenas uma, entre todas as agremiações, deixou Pamplona realmente extasiado. Trata-se do GRES Acadêmicos do Salgueiro, que naquele ano havia inovado por completo os padrões do carnaval carioca ao jogar para o alto os habituais enredos de capa-e-espada (sobre políticos ou militares) trazidos pelas escolas, e abraçou uma temática sobre o pintor francês Jean-Baptiste Debret. Tal tema, denominado "Viagem pitoresca e histórica ao Brasil", fora elaborado pelos figurinistas Dirceu e Marie Louise Nery e o Salgueiro fez uma apresentação revolucionária e inesquecível. Pamplona deu nota 8 à agremiação, que somente perdeu por um ponto da Portela.

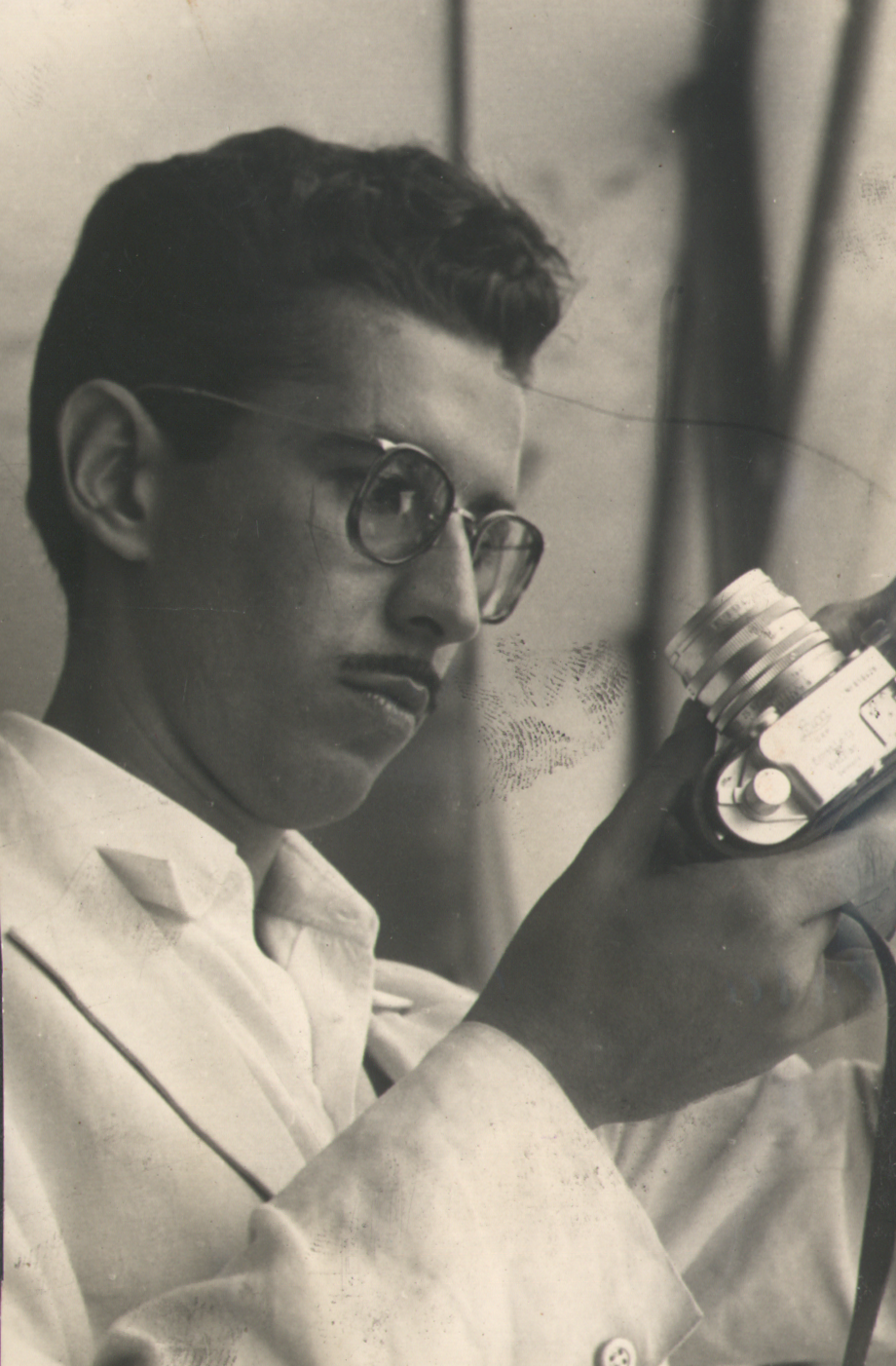
Fernando Pamplona em 1956

Foi ele um dos poucos jurados a defender, sem medo, sua avaliação sobre os desfiles, o que surpreendeu o diretor de carnaval do Salgueiro, Nelson de Andrade. A diretoria da escola, por intermédio de Nelson, o convidou para preparar desfile salgueirense para o carnaval de 1960 e Pamplona aceitou o pedido com a condição de fazer um enredo sobre Zumbi dos Palmares. Pela primeira vez, a vida de uma personagem não oficial da história do Brasil era retratada por uma agremiação. Chamou seus colegas de teatro, Arlindo Rodrigues e Nilton Sá, e acabou se tornando assim um carnavalesco de escola de samba.
No Salgueiro conquistou quatro títulos e foi vice outras três vezes. Pamplona empresta seu nome à biblioteca do Centro de Referência do carnaval, a única do gênero no Brasil.
Encontra-se colaboração artística da sua autoria na Mocidade Portuguesa Feminina: boletim mensal (1939-1947).
Em 1986 foi homenageado pelo Acadêmicos do Salgueiro, com o enredo "Tem que se tirar da cabeça aquilo que não se tem no bolso".
Foi funcionário da TVE do Rio de Janeiro, onde foi cenógrafo, produtor e apresentador. Em 1975, produziu a telenovela educativa João da Silva. Em 1980, implantou a cobertura carnavalesca da emissora, que exibiu no começo daquela década os desfiles do grupo principal das escolas de samba, além dos grupos inferiores, dos blocos e dos ranchos. A partir de 1984, passou a ser comentarista da recém-inaugurada Rede Manchete, posto que permaneceu até 1997.  Ainda faria um breve retorno à função na Rede Bandeirantes, na cobertura do desfile das campeãs de 2004.
Desde então, Pamplona preferiu ficar afastado do carnaval. Em uma de suas últimas entrevistas — em janeiro de 2013, para o jornal O Dia —, dizia que não via carnaval há seis anos, pois viajava para Corrêas, em Petrópolis, na Região Serrana do Rio. Pamplona era crítico dos sambas-enredos "marcheados" e da ausência dos sambas de quadra, que eram criados ao longo do ano. Dos últimos profissionais que acompanhou em vida, o carnavalesco elogiou o trabalho de Paulo Barros que, segundo suas palavras, foi o que "mais criou algo diferente" depois de Joãosinho Trinta.
Seu último trabalho lançado foi o livro O Encarnado e o Branco, uma coletânea de histórias sobre o carnaval e o Acadêmicos do Salgueiro.
Faleceu na manhã do dia 29 de setembro de 2013, em sua casa no bairro de Copacabana, vítima de um câncer.
Em 2015, recebeu uma homenagem póstuma da escola de samba São Clemente, que levou para a Sapucaí um desfile inspirado em sua vida e obra, exaltando sua grande contribuição para o carnaval carioca. A carnavalesca Rosa Magalhães foi a responsável pela apresentação.

## Enredos assinados por Fernando Pamplona
| Ano  | Escola          | Colocação   | Divisão | Enredo                                   |
| ---- | --------------- | ----------- | ------- | ---------------------------------------- |
| 1960 | Salgueiro       | Campeã      | 1       | Quilombo dos Palmares                    |
| 1961 | Salgueiro       | Vice-Campeã | 1       | Vida e obra do Aleijadinho               |
| 1964 | Salgueiro       | Vice-Campeã | 1       | Chico Rei                                |
| 1965 | Salgueiro       | Campeã      | 1       | História do Carnaval Carioca             |
| 1967 | Salgueiro       | 3º lugar    | 1       | História da liberdade no Brasil          |
| 1968 | Salgueiro       | 3º lugar    | 1       | Dona Beja, a feiticeira de Araxá         |
| 1969 | Salgueiro       | Campeã      | 1       | Bahia de Todos os Deuses                 |
| 1970 | Salgueiro       | Vice-Campeã | 1       | Praça XI carioca da gema                 |
| 1971 | Salgueiro       | Campeã      | 1       | Festa para um rei negro                  |
| 1972 | Salgueiro       | 5º lugar    | 1       | Nossa madrinha, Mangueira querida        |
| 1977 | Salgueiro       | 4º lugar    | 1       | Do Cauim ao Efó, moça branca, branquinha |
| 1978 | Salgueiro       | 6º lugar    | 1       | Do Yorubá à luz, a aurora dos deuses     |
| 1997 | Em Cima da Hora | 5º lugar    | A       | Sérgio Cabral a cara do Rio              |

## Premiações
Estandarte de Ouro
2013 - Prêmio Especial
Tamborim de Ouro
2015 - Homenagem Especial (in memorian) 